# سومي علي
سومي علي وهي ممثلة باكستانية في بوليوود سابقا ومصممة أزياء حاليا وصحفية ولدت في يوم 25 مارس 1975 في مدينة كراتشي في باكستان لأب باكستاني وأم عراقية.

## روابط خارجية
- سومي علي على موقع IMDb (الإنجليزية)
- سومي علي على موقع قاعدة بيانات الفيلم (الإنجليزية)